# Alectis
Alectis – rodzaj ryb z rodziny ostrobokowatych (Carangidae).

## Klasyfikacja
Gatunki zaliczane do tego rodzaju:
- Alectis alexandrina – blanka[4], alektys aleksandryjski[potrzebny przypis]
- Alectis ciliaris – alektys afrykański[5]
- Alectis indica – alektys indyjski[4]

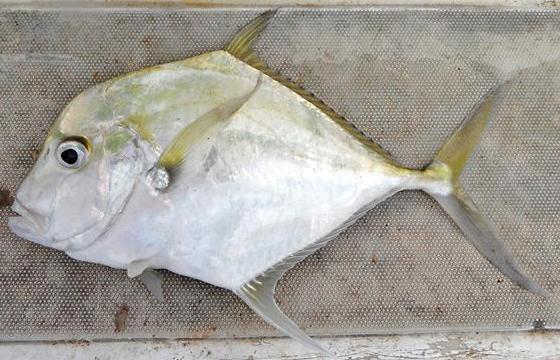
Alectis alexandrina
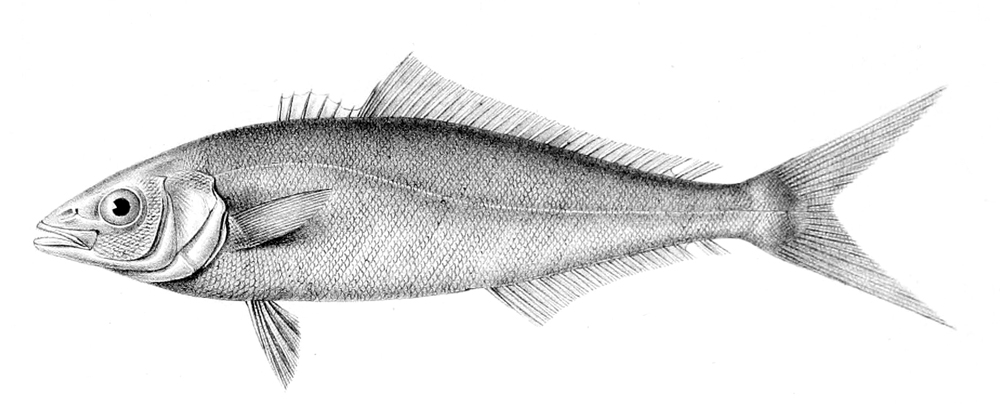
Alectis indica